# Ollikkalansaari
Ollikkalansaari är en ö i Finland. Den ligger i sjön Ähtärinjärvi och i kommunen Etseri i den ekonomiska regionen  Kuusiokunnat  och landskapet Södra Österbotten, i den centrala delen av landet, 280 km norr om huvudstaden Helsingfors. Öns area är 42,1 hektar och dess största längd är 1,2 kilometer i nord-sydlig riktning.